# Титон-Виллидж
Титон-Виллидж (англ. Teton Village) — статистически обособленная местность, расположенная в округе Титон (штат Вайоминг, США) с населением в 175 человек по статистическим данным переписи 2000 года.

## География
По данным Бюро переписи населения США, статистически обособленная местность Титон-Виллидж имеет общую площадь в 12,95 квадратных километров, водных ресурсов в черте населённого пункта не имеется.
Статистически обособленная местность Титон-Виллидж расположена на высоте 1929 метров над уровнем моря.

## Демография
По данным переписи населения 2000 года, в Титон-Виллидже проживало 175 человек, 44 семьи, насчитывалось 88 домашних хозяйств и 396 жилых домов. Средняя плотность населения составляла около 13,5 человек на один квадратный километр. Расовый состав Титон-Виллиджа по данным переписи распределился следующим образом: 98,86 % белых, 1,14 % — азиатов.
Испаноговорящие составили 1,71 % от всех жителей статистически обособленной местности.
Из 88 домашних хозяйств в 15,9 % — воспитывали детей в возрасте до 18 лет, 45,5 % представляли собой совместно проживающие супружеские пары, в 4,5 % семей женщины проживали без мужей, 50,0 % не имели семей. 36,4 % от общего числа семей на момент переписи жили самостоятельно, при этом 8,0 % составили одинокие пожилые люди в возрасте 65 лет и старше. Средний размер домашнего хозяйства составил 1,99 человек, а средний размер семьи — 2,68 человек.
Население статистически обособленной местности по возрастному диапазону по данным переписи 2000 года распределилось следующим образом: 13,1 % — жители младше 18 лет, 7,4 % — между 18 и 24 годами, 27,4 % — от 25 до 44 лет, 32,0 % — от 45 до 64 лет и 20,0 % — в возрасте 65 лет и старше. Средний возраст жителей составил 47 лет. На каждые 100 женщин в Титон-Виллидже приходилось 116,0 мужчин, при этом на каждые сто женщин 18 лет и старше приходилось 108,2 мужчин также старше 18 лет.
Средний доход на одно домашнее хозяйство в статистически обособленной местности составил 80 000 долларов США, а средний доход на одну семью — 151 480 долларов. При этом мужчины имели средний доход в 100 000 долларов США в год против 22 917 долларов среднегодового дохода у женщин. Доход на душу населения в статистически обособленной местности составил 66 928 долларов в год. Все семьи Титон-Виллиджа имели доход, превышающий уровень бедности, 5,9 % от всей численности населения находилось на момент переписи населения за чертой бедности.